# Sybra fauveli
Sybra fauveli là một loài bọ cánh cứng trong họ Cerambycidae.